# Blassschnabel-Mistelfresser

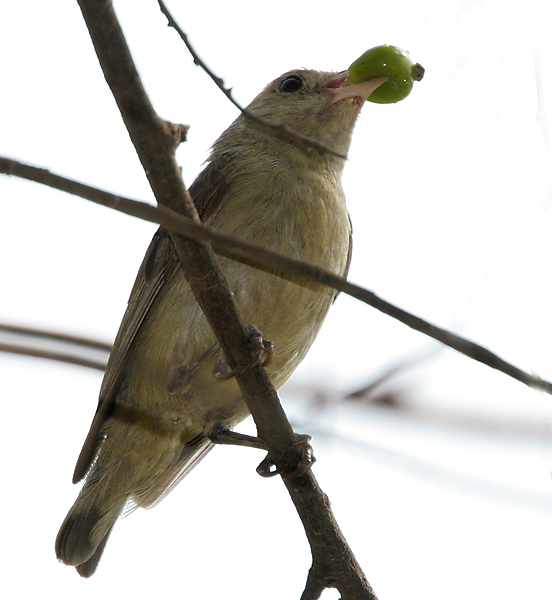
Blassschnabel-Mistelfresser mit einer Muntingia-calabura-Frucht

Der Blassschnabel-Mistelfresser (Dicaeum erythrorhynchos), auch Lachsschnabel-Mistelfresser genannt, ist eine Vogelart aus der Familie der Mistelfresser (Dicaeidae). Der lateinische Artzusatz kommt von altgriechisch ἐρυθρός erythros, deutsch ‚rot‘ und altgriechisch ῥύγχος rhynchos, deutsch ‚Schnabel‘.

Verbreitungskarte

Der Vogel kommt in Südostasien, in Bangladesch, Indien, Myanmar, Nepal und Sri Lanka vor.
Das Verbreitungsgebiet umfasst feuchte Lebensräume mit Laubwald, Hainen und Buschwerk, Plantagen und Nutzgärten, gerne mit Feigenbäumen, in einer Höher von unter 300 Metern.

## Merkmale
Die Art ist 8 Zentimeter lang und wiegt zwischen 4 und 8 Gramm. Der kleine, unauffällig oliv-braun gefiederter Vogel mit gräulich weißer Unterseite zeichnet sich durch einen kurzen, schmalen, deutlich abwärts gekrümmten, fleischfarbenen Schnabel aus. Die Oberseite ist einfarben gräulich-braun oder oliv-braun, die Handschwingen sind dunkelbraun. Der Vogel ähnelt einem weiblichen Nektarvogel. Die Geschlechter unterscheiden sich nicht. Die indische Unterart ist blasser als die aus Sri Lanka.

## Geografische Variation
Es werden folgende Unterarten anerkannt:
- D. e. erythrorhynchos (Latham, 1790), Nominatform – Indien, Südnepal, äußerster Westen Bhutans, Bangladesch und Myanmar
- D. e. ceylonense Babault, 1920 – Sri Lanka

## Stimme
Der Ruf des Männchens wird als hohes, wiederholtes „pit“ und andauerndes scharfes „chick-chick-chick“ im Fluge beschrieben.

## Lebensweise
Die Nahrung besteht hauptsächlich aus Früchten der Misteln, ebenso Nektar, Spinnen und kleine Insekten. Der Vogel hält sich gerne allein oder in Paaren in Mangogärten auf, hüpft rastlos umher, schluckt reife Früchte im Ganzen, der Samen wird anschließend auf einem anderen Ast oder Baum ausgeschieden.
Die Brutzeit ist hauptsächlich von Februar bis Juni, von August bis September in Südindien. Das Nest ist eine hängende Tasche mit seitlichem Eingangsloch ähnlich dem Nest eines Nektarvogels, es hängt an Zweigen in 3–15 m Höhe. In der Regel werden zwei weiße Eier gelegt. Nestbau und Fütterung erfolgen durch beide Elternvögel.

## Gefährdungssituation
Der Bestand gilt als nicht gefährdet (Least Concern).